# Nicholas Herkimer
Nicholas Herkimer (ur. ok. 1728, zm. 16 sierpnia 1777) – generał oddziałów milicji biorący udział w wojnie o niepodległość Stanów Zjednoczonych. Zmarł od ran odniesionych w czasie bitwy pod Oriskany.
Był wnukiem emigrantów z niemieckiego Palatynatu, Catherine Petrie i Johana Josta Herchheimera (jest to jedna z pisowni tego nazwiska). Osadnictwo niemieckie w prowincji było lokowane w taki sposób, by stanowić bufor dla Brytyjczyków przed ewentualnym atakiem francuskim. Jego dziadkowie osiedli w German Flats w dolinie Mohawk w Prowincji Nowy Jork
Przez współczesnych sobie był opisywany jako szczupły, średniego wzrostu (6 stóp – ok. 1,80 m), czarnowłosy człowiek o ciemnej karnacji. Herkimer znał niemiecki oraz język Irokezów.
Służył jako kapitan milicji w wojnie z Francuzami i Indianami i brał udział w obronie German Flatts w listopadzie 1757 i kwietniu 1758. W lipcu i sierpniu 1775 przewodził Komitetowi Bezpieczeństwa hrabstwa Tryon i został pułkownikiem milicji dystryktu. Po tym jak część milicjantów lojalnych wobec korony brytyjskiej uciekła do Kanady, został mianowany 5 września przez Kongres Prowincji generałem brygady hrabstwa Tryon.
Gdy dowiedział się o oblężeniu fortu Stanwix (Fort Schuyler) pod koniec lipca 1777, nakazał milicji hrabstwa obsadzenie Fortu Dayton i przygotowanie do obrony. Następnie z innym oddziałem pomaszerował 28 mil w celu wsparcia Stanwix. 6 sierpnia trafił wraz ze swoim oddziałem w zasadzkę zastawioną przez oddziały brytyjskie, milicję lojalistów oraz wspierających ich Mohawków. Starcie to znane jest jako bitwa pod Oriskany. W potyczce tej koń Herkimera został zastrzelony, a on sam został poważnie ranny w nogę. Z powodu ran generał dowodził, siedząc oparty o drzewo. Udało mu się dwukrotnie powstrzymać swoich żołnierzy od bezładnej ucieczki z pola bitwy. Gdy zarządził odwrót, milicjanci zanieśli go do obozu.
Chirurg, William Petrie, opatrzył ranę Herkimera i umieścił go na noszach. W ranę wdała się jednak infekcja, a decyzja o amputacji nogi została podjęta zbyt późno (10 dni po bitwie). Operację przeprowadził niedoświadczony chirurg, Robert Johnson, gdyż Petrie został również ranny podczas bitwy i nie mógł operować. Operacja nie przebiegła prawidłowo, rana Herkimera obficie krwawiła i generał zmarł.
Jego dom, położony obecnie w Denube w stanie Nowy Jork, jest obecnie miejscem muzeum (Herkimer Home State Historic Site). Na cześć generała nazwano hrabstwo Herkimer.
Kuzynem generała Nicholasa Herkimera był kongresmen John Herkimer.